# Лехія (Гданськ)
«Ле́хія Гданськ» (пол. Lechia Gdańsk) — професіональний польський футбольний клуб з міста Гданськ.

## Історія
Колишні назви:
- 1945: Балтія Гданськ (пол. Baltia Gdańsk)
- 1946: КС Лехія Гданськ (пол. KS [Klub Sportowy] Lechia Gdańsk)
- 1950: Будовляні Гданськ (пол. Budowlani Gdańsk)
- 1955: БКС Лехія Гданськ (пол. BKS [Budowlany Klub Sportowy] Lechia Gdańsk)
- 1992: ФК Лехія Гданськ СА (пол. FC [Futbol Club] Lechia Gdańsk SA [Spółka Akcyjna])
- 1995: Лехія/Олімпія Гданськ (пол. Lechia/Olimpia Gdańsk)
- 1996: КС Лехія Гданськ (пол. KS Lechia Gdańsk)
- 1998: Лехія/Полонія Гданськ (пол. Lechia/Polonia Gdańsk)
- 2001: ОСП Лехія Гданськ (пол. OSP [Ośrodek Szkolenia Piłkarskiego] Lechia Gdańsk)
- 28.01.2009: Лехія Гданськ СА (пол. Lechia Gdańsk SA)

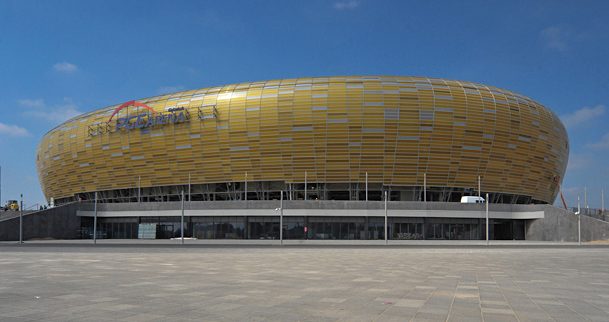
PGE Арена Гданськ

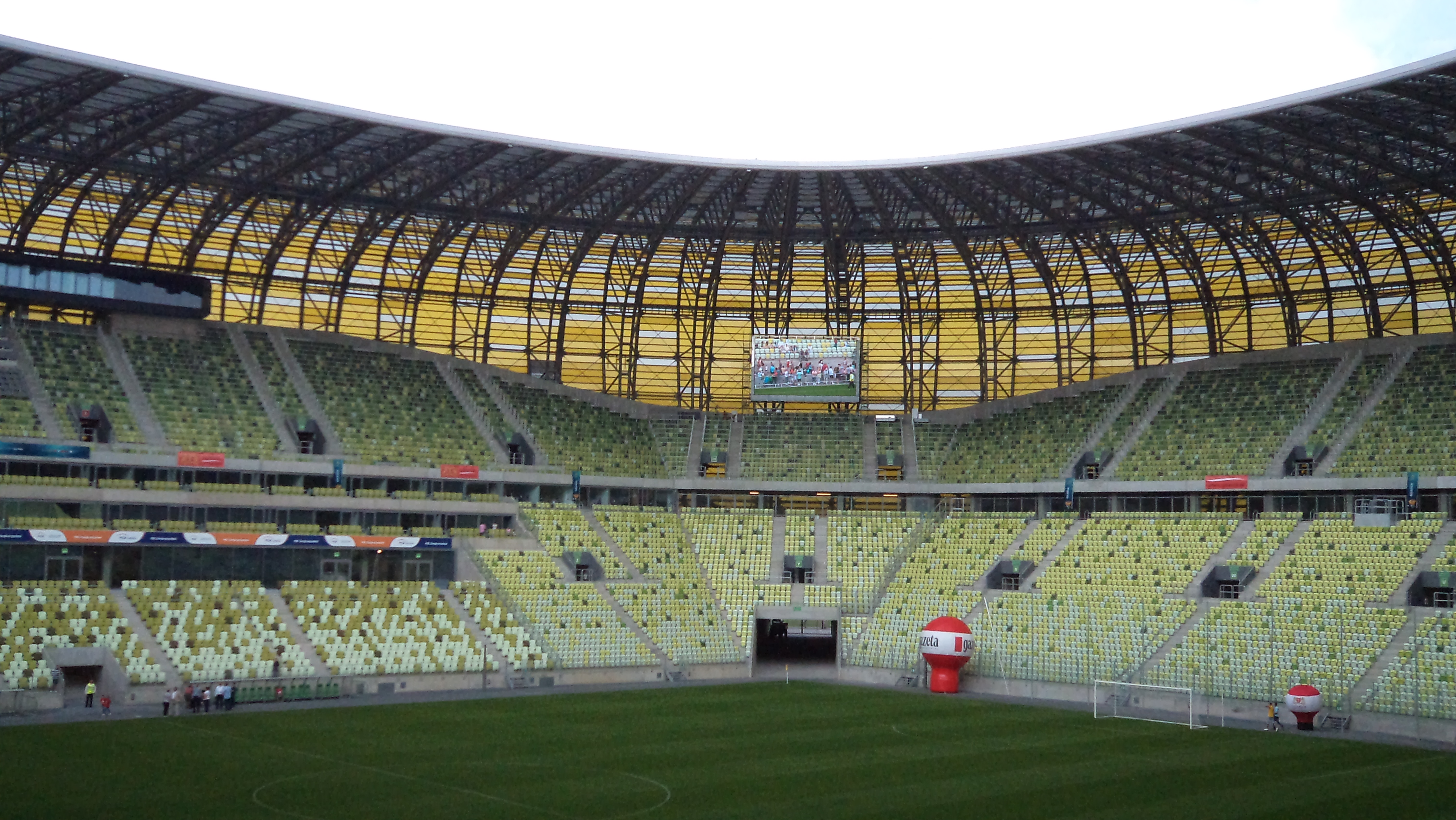
PGE Арена Гданськ

Після Другої світової війни у 1945 році працівниками Бюра відбудови портів був організований клуб, який отримав назву «„Балтія“ Гданськ». Наступного року змінив назву на «Лехія Гданськ» (назву та кольори команди взято на честь «Лехії» Львів). 1948 року рішенням польських влад багато клубів розформовано і організовано галузеві клуби на зразок радянських команд. «Лехія» була приписана до будівельної промисловості і 1950 року перейменована на «Будовляні Гданськ».
У сезоні 1949 клуб дебютував у І лізі, але не втримався у ній. 1951 року знову стартував у І лізі, але 1953 року на сезон вибув з неї. У 1955 році повернено історичну назву «Лехія Гданськ», а у наступному році команда здобула бронзові медалі. У 1963 році клуб третій раз вилетів з І ліги. У 1983 році команда здобула Кубок і Суперкубок Польщі, а також дебютувала в європейських турнірах. У 1984-1989 роках клуб знову виступав у І лізі. У 1995 році відбулося об'єднання з клубом «Олімпія Познань», який виступав у І лізі. Новоутворений клуб з назвою «Лехія/Олімпія Гданськ» стартував у І лізі, але не втримався у ній. У 1998 році відбулося ще одне об'єднання, цього разу з друголіговим клубом «Полонія Гданськ». Однак новостворений клуб «Лехія/Полонія Гданськ» не зміг пробитися до І ліги. У 2001 році клуби розійшлися і клуб повернув назву «Лехія Гданськ». У 2008 році клуб повернувся до Екстракласи.

## Титули та досягнення
- Чемпіонат Польщі:
  - бронзовий призер (2): 1956, 2019
- Кубок Польщі:
  - володар (2): 1982/1983, 2018/2019
  - фіналіст (2): 1954/1955, 2019/2020
- Суперкубок Польщі:
  - володар (2): 1983, 2019

Участь у євротурнірах:
- Кубок Кубків УЄФА:
  - 1 раунд: 1983/1984

## Склад команди
Станом на 24 серпня 2024
| №  | Поз. | Нац.                 | Гравець        |
| -- | ---- | -------------------- | -------------- |
| 1  | ВР   | Польща               | Шимон Вейраух  |
| 3  | ЗХ   | Швеція               | Еліас Олссон   |
| 4  | ЗХ   | Румунія              | Андрей Кіндріш |
| 5  | ПЗ   | Україна              | Іван Желізко   |
| 6  | ПЗ   | Польща               | Ян Бєганьський |
| 7  | ПЗ   | Колумбія             | Каміло Мена    |
| 8  | ПЗ   | Боснія і Герцеговина | Ріфет Капич    |
| 9  | НП   | Україна              | Богдан В'юнник |
| 10 | НП   | Іспанія              | Луїс Фернандес |
| 11 | ПЗ   | Польща               | Домінік Піла   |
| 16 | ПЗ   | Австралія            | Луїс Д'Арріго  |
| 17 | ПЗ   | Україна              | Антон Царенко  |
| 20 | ЗХ   | Бразилія             | Конрадо        |
| 23 | ЗХ   | Польща               | Мілош Калахур  |

| №  | Поз. | Нац.       | Гравець            |
| -- | ---- | ---------- | ------------------ |
| 24 | ЗХ   | Польща     | Бартош Бриловський |
| 26 | ЗХ   | Польща     | Бартош Бженк       |
| 27 | ЗХ   | Польща     | Давид Бугай        |
| 29 | ВР   | Україна    | Богдан Сарнавський |
| 30 | ПЗ   | Україна    | Максим Хлань       |
| 42 | НП   | Польща     | Адам Кардаш        |
| 45 | ЗХ   | Польща     | Марцел Байко       |
| 72 | ПЗ   | Польща     | Філіп Коперський   |
| 77 | ЗХ   | Польща     | Бартош Борковський |
| 79 | НП   | Польща     | Кацпер Сезонєнко   |
| 80 | ЗХ   | Польща     | Домінік Лемка      |
| 83 | ВР   | Польща     | Антоні Мікулко     |
| 89 | ПЗ   | Словаччина | Томаш Бобчек       |
| 99 | ПЗ   | Польща     | Томаш Нойгебауер   |